# Radical 159

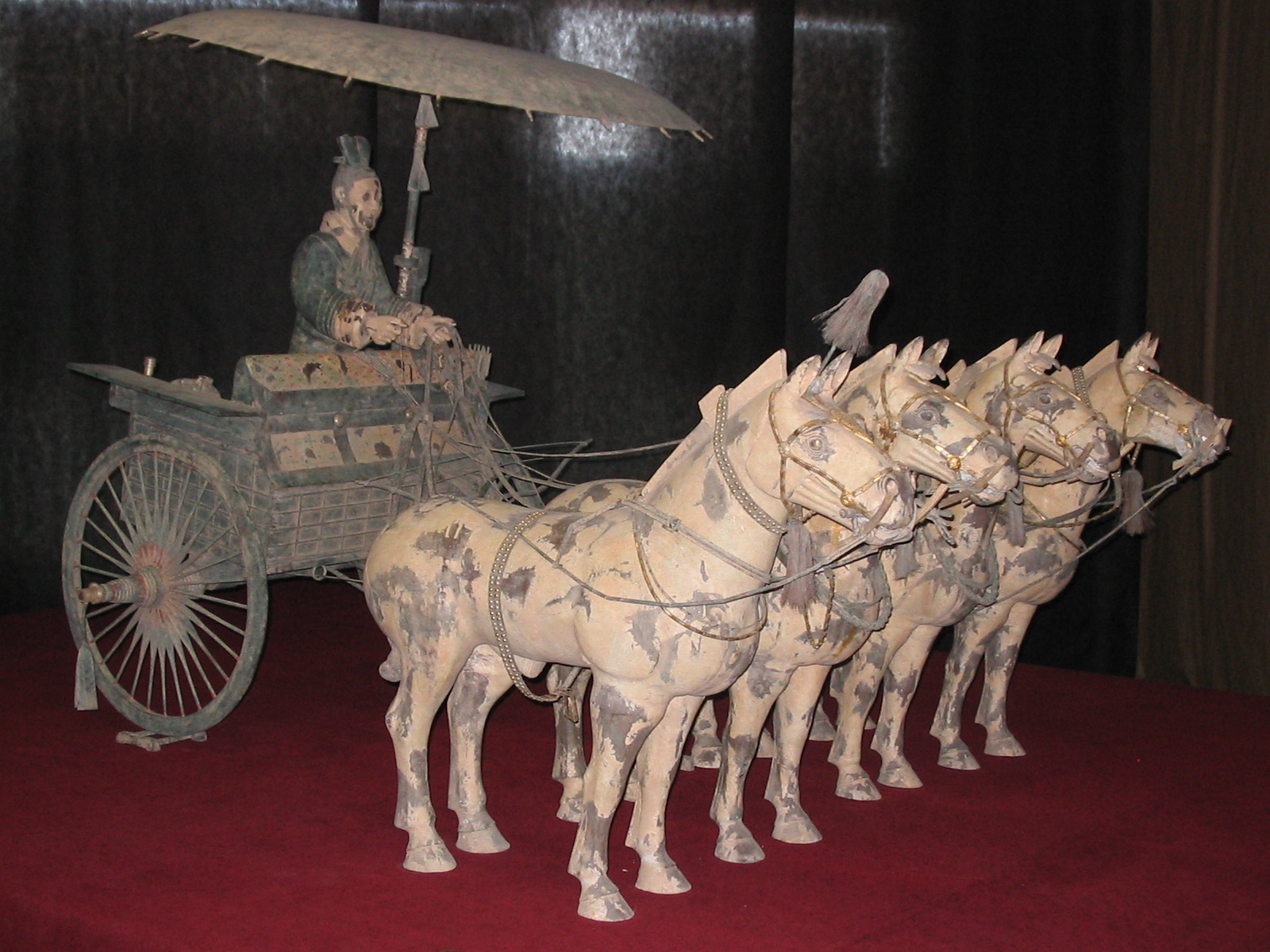
Un carro de los guerreros de terracota. Exhibición en Gdynia (Polonia, agosto de 2006).

El radical 159, representado por el carácter Han 車, es uno de los 214 radicales del diccionario de Kangxi. En mandarín estándar es llamado 車部, (chē bù, ‘radical «carro»’); en japonés es llamado 車部, しゃぶ (shabu), y en coreano 거 (geo).
El radical 159 aparece casi siempre en el lado izquierdo de los caracteres que clasifica, (por ejemplo, en 軋). Sin embargo, en algunas ocasiones puede aparecer en otras posiciones, como en la parte superior (por ejemplo, en 軣) o en la parte inferior (por ejemplo, en 軰).
El radical «carro» suele clasificar caracteres cuyo significado está relacionado con los vehículos, o las máquinas que poseen ruedas. Como ejemplo de lo anterior están: 軔, ‘freno’; 軸, ‘eje’; 軺, ‘carruaje ligero’.
En el sistema de simplificación de los caracteres en la República Popular de China, el carácter 車 ha sido simplificado a la forma 车, así como muchos de los caracteres en los que aparece este radical: 軌 → 轨.

## Nombres populares
- Mandarín estándar: 車字旁, chē zì páng, ‘carácter «carro» en un lado’.
- Coreano: 수레거부, sule geo bu, ‘radical geo-carro’.
- Japonés:　車（くるま）, kuruma, ‘carro’, ‘coche’; 車偏（くるまへん）, kurumahen, ‘«coche» en el lado izquierdo del carácter’.[1]
- En occidente: radical «carro».

## Galería
| Estilos antiguos                                 | Estilos antiguos                  | Estilos antiguos                        | Estilos antiguos                   | Estilos antiguos                   | Estilos empleados actualmente       | Estilos empleados actualmente  | Estilos empleados actualmente    | Estilos empleados actualmente   | Estilos empleados actualmente  |
|                                                  |                                   |                                         |                                    |                                    |                                     | 車                             | 车                               |                                 |                                |
| 甲骨文 jiǎgǔwén (escritura de huesos oraculares) | 金文 jīnwén (escritura de bronce) | 简帛 jiǎnbó (escritura de bambú y seda) | 篆文 zhuànwén (escritura de sello) | 篆文 zhuànwén (escritura de sello) | 隸書 lìshū (estilo de los escribas) | 楷書 kǎishū (estilo regular)   | 楷書 kǎishū (estilo regular)     | 行書 xǐngshū (estilo corriente) | 草書 cǎoshū (estilo de hierba) |
| 甲骨文 jiǎgǔwén (escritura de huesos oraculares) | 金文 jīnwén (escritura de bronce) | 简帛 jiǎnbó (escritura de bambú y seda) | 大篆 dàzhuàn (sello grande)        | 小篆 xiǎozhuàn (sello pequeño)     | 隸書 lìshū (estilo de los escribas) | 繁體／繁体 fántǐ (tradicional) | 简体／簡體 jiǎntǐ (simplificado) | 行書 xǐngshū (estilo corriente) | 草書 cǎoshū (estilo de hierba) |

## Caracteres con el radical 159

| trazos | carácter                                                                   | simplificado                     |
| ------ | -------------------------------------------------------------------------- | -------------------------------- |
| + 0    | 車                                                                         | 车                               |
| + 1    | 軋                                                                         | 轧                               |
| + 2    | 軌 軍                                                                      | 轨                               |
| + 3    | 軎 軏 軐 軑 軒 軓 軔 軕                                                    | 轩 轪 轫                         |
| + 4    | 軖 軗 軘 軙 軚 軛 軜 軝 軞 軟 軠 軡 転 軣                                  | 转 轭 轮 软 轰                   |
| + 5    | 軤 軥 軦 軧 軨 軩 軪 軫 軬 軮 軯 軰 軱 軲 軳 軴 軵 軶 軷 軸 軹 軺 軻 軼 軽 | 轱 轲 轳 轴 轵 轶 轷 轸 轹 轺 轻 |
| + 6    | 軭 軾 軿 輀 輁 輂 較 輄 輅 輆 輇 輈 載 輊 輋 輌                            | 轼 载 轾 轿 辀 辁 辂 较          |
| + 7    | 輍 輎 輏 輐 輑 輒 輓 輔 輕                                                 | 辄 辅 辆                         |
| + 8    | 輖 輗 輘 輙 輚 輛 輜 輝 輞 輟 輠 輡 輢 輣 輤 輥 輦 輧 輨 輩 輪 輫 輬 輦 輪 | 辇 辈 辉 辊 辋 辌 辍 辎          |
| + 9    | 輭 輮 輯 輰 輱 輲 輳 輴 輵 輶 輷 輸 輹 輺 輻 輼 輻                         | 辏 辐 辑 辒 输 辔                |
| + 10   | 輽 輾 輿 轀 轁 轂 轃 轄 轅                                                 | 辕 辖 辗                         |
| + 11   | 轆 轇 轈 轉 轊 轋 轌                                                       | 辘                               |
| + 12   | 轍 轎 轏 轐 轑 轒 轓 轔                                                    | 辙 辚                            |
| + 13   | 轕 轖 轗 轘 轙 轚                                                          |                                  |
| + 14   | 轛 轜 轝 轞 轟                                                             |                                  |
| + 15   | 轠 轡 轢 轢                                                                |                                  |
| + 16   | 轣 轤                                                                      |                                  |
| + 20   | 轥                                                                         |                                  |